# Joaquim Gili i Moros
Joaquim Gili i Moros (Barcelona, 1916 - 1984) fue un arquitecto catalán que formó parte del Grupo R.
Hijo del pintor Baldomer Gili i Roig, se tituló en arquitectura el 1947 en Barcelona. Formó parte del Grupo R desde el 1953, que agrupó los mejores arquitectos catalanes de la década del 1950 que propugnaron una renovación a partir de tendencias italianas. Durante esta época Gili ayudó a reunir material relacionado con edificios catalanes con influencias mediterráneas por las publicaciones de Alberto Sartoris. Participó en la construcción del edificio racionalista de la Sede de la Editorial Gustavo Gili entre los años 1954 y 1961, junto a Francesc Bassó.

## Publicaciones
- Lis Belvis, Gonzalo. "“¡Ay de nosotros si nos equivocamos de camino!” Diagnosis sobre la arquitectura española de posguerra en un texto inédito de Joaquín Gili" rita_ Revista Indexada de Textos Académicos, 1, pp. 82-87. doi: 10.24192/2386-7027(2014)(v1)(05)